# جایزه گودل
جایزه گودل (انگلیسی: Gödel Prize) نام یک جایزه سالانه است که به مقالات برگزیده و منتخب در زمینه علوم نظری کامپیوتر اهدا می‌شود. این جایزه به صورت مشترک توسط انجمن اروپایی علوم نظری رایانه و انجمن محسابات ماشینی اهدا می‌شود. این جایزه به افتخار کورت گودل نامگذاری گردیده‌است زیرا گودل اولین فردی بود که مسئله برابری پی و ان‌پی را مطرح کرد. او این مسئله را در نامه‌ای به جان فون نویمان مطرح کرده بود و از او پرسیده بود آیا مشکلات و مسائل مشخص ان‌پی کامل با زمان خطی یا درجه دوم قابل حل هستند یا نه.